# Howard Hawks
Howard Hawks (Goshern, 30. svibnja 1896. – Palm Springs, Kalifornija, 26. prosinca 1977.), američki filmski redatelj i scenarist.
Majstor realističnog narativnog filma. 
Bio je među onom grupom autora koji su prihvatili cinemascope i slične tehnike širokog platna, vidjevši u njima mogućnost režiranja masovnih scena.
Jedini film koji je snimio u tehnici cinemascope je povijesni spektakl "Zemlja faraona" (1955).
Režirao je: 
- nijeme komedije:
- "Smokvin list" (1926.)
- "Plaćena za ljubav" (1927.)
- "Kradljivci kolijevke" (1927.)
- "Djevojka u svakoj luci" (1928.)

- screwball komedije:
- "Dvadeseto stoljeće" (1934.)
- "Silom dadilje" (1938.)
- "Njegova djevojka Petko" (1940.)
- "Vatrena kugla" (1942.)

- dvije komedije s M. Monroe:
- "Majmunska posla" (1952.)
- "Muškarci više vole plavuše" (1953.)

- filmove o avijatičarima:
- "Samo anđeli imaju krila" (1939.)
- "Junaci avijacije" (1943)

- vesterne:
- "Crvena rijeka" (1948.)
- "Rio Bravo" (1959.)
- "El Dorado" (1966.)
- "Rio Lobo" (1970.)

- kriminalističke filmove:
- "Trentov posljednji slučaj" (1929.)
- "Lice s ožiljkom" (1932.)
- "Duboki san"(1946.)

... 
Njegov propagandni film "Narednik York" (1941) nominiran je za Oscara.